# روی چیپولینا
روی چیپولینا (انگلیسی: Roy Chipolina؛ زادهٔ ۲۰ ژانویهٔ ۱۹۸۳) یک بازیکن فوتبال اهل جبل طارق است.